# Podnožje AM2
Podnožje AM2 (eng. Socket AM2), prvotno nazvano Socket M2 (naziv promijenjen zato što isti koriste Cyrix MII procesori) je podnožje za procesore koje proizvodi tvrtka AMD. Predstavljeno je 23. svibnja 2006. kao zamjena za Socket 939 i Socket 756.